# مدرسه فرخی
مدرسه فرخی مربوط به دوره پهلوی است و در مرند، جنب مسجد جامع مرند واقع شده و این اثر در تاریخ ۷ خرداد ۱۳۸۷ با شمارهٔ ثبت ۲۲۸۵۵ به‌عنوان یکی از آثار ملی ایران به ثبت رسیده است.